# 한정우 (1959년)
한정우(韓珵宇, 1959년 10월 29일~)는 대한민국의 정치인이다. 제53대 경상남도 창녕군수이다.

## 학력
- 장가초등학교
- 영산중학교
- 영산고등학교
- 1998 ~ 2002 경남대학교 행정학 학사
- 2002 ~ 2005 경남대학교 행정대학원 행정학 석사
- 연세대학교 법무대학원 석사과정 수료

## 경력
- 대구고등법원 창원지방법원 근무
- 경상남도공무원교육원 외래교수
- 창원대학교 외래교수
- 마산대학교 외래교수
- 경북과학대학교 외래교수
- 창신대학교 겸임교수
- 창녕경찰서 경찰발전위원회 위원장
- 창원지방법원 밀양지원 창녕군법원
- 창원지방법원 밀양지원 창녕군법원 조정위원회 위원장
- 사)한국농업경영인 창녕군연합회 상임고문
- 창녕군 농업살리기대책위 상임고문
- 경남대학교 총동문회 부회장
- 부곡온천 활성화대책위 공동대표
- 창녕행정발전위원회 위원장
- 자유한국당 경상남도당 부위원장
- 2018.07 ~ 2022.06: 제53대 민선 7기 경상남도 창녕군수(초선)

## 전과
- 도로교통법위반(음주운전): 벌금 1,500,000원 - 2004년 4월 16일 선고[1]

### 제7회 지방선거 공직선거법 위반
제7회 지방선거를 앞둔 2017년 말부터 2018년 초 사이 지역 내 노인정에 자신의 이름이 인쇄된 달력 6부를 나눠준 혐의(공직선거법상 기부행위 제한 위반)로 기소되어 2018년 12월 21일 창원지법 밀양지원에서 열린 1심에서 벌금 80만 원을 선고받았다. 검찰과 한 군수 모두 항소하지 않아 형이 확정되어 군수직을 유지하게 되었다.

### 제8회 지방선거 공직선거법 위반
공무원에게 자신의 자서전을 배부하도록 한 혐의로 기소되었고 재보궐선거 후보 등록 직후 1심 유죄 판결을 받았다.

## 역대 선거 결과
|  | 52.03% |

|  | 37.25% |

|  | 19.92% |